# Lorenzo Benoni, ovvero Pagine della vita di un Italiano
Lorenzo Benoni, ovvero Pagine della vita di un Italiano est le titre d'un roman italien de Giovanni Ruffini, publié en 1853.

## Trame
En grande partie autobiographique, le roman raconte les aventures d'un jeune homme qui a participé aux soulèvements carbonari et mazziniens, et tombe amoureux de Lila. La chronologie des événements s'arrête à l'année 1833.

## Diffusion
Le roman a d'abord été écrit en langue anglaise avec le titre : Lorenzo Benoni, or Passages in the Life of an Italian, puis il fut traduit en italien. La première publication a été réalisée à Édimbourg en 1853.

## Source de la traduction
- (it) Cet article est partiellement ou en totalité issu de l’article de Wikipédia en italien intitulé « Lorenzo Benoni, ovvero Pagine della vita di un Italiano » (voir la liste des auteurs).